# Orsonville
Orsonville es una comuna francesa situada en el departamento de Yvelines, en la región de Isla de Francia.

## Demografía
| 242 | 244 | 231 | 253 | 255 | 240 | 328 |
| Para los censos de 1962 a 1999 la población legal corresponde a la población sin duplicidades (Fuente: INSEE [Consultar]) |     |     |     |     |     |     |